# Ластівки прилітають навесні
«Ластівки прилітають навесні» — радянський кіноальманах з трьох новел 1974 року, знятий режисером Хаджи Ахмаром на кіностудії «Узбекфільм».

## Сюжет
Кіноальманах складається з новел: «Жайворонок», «Оленка» та «Ластівки».

### «Жайворонок»
Підліток Шакір знищує птахів, руйнує їхні гнізда, губить пташенят. Іскандер, який приїхав погостювати до свого діда Фаттаха, повстає проти цього. Він набагато слабший за Шакіра, але не боїться вступити з ним у бійку.

### «Оленка»
Акбар та його братик стають свідками загибелі в гірському потоці ведмедиці та її ведмежати. Акбару вдається врятувати й виходити інше ведмежа. По-різному поставилися до появи ведмежати в кишлаку. Так чи інакше, але ведмедика залишили, назвавши Оленкою. А коли вона виросла, відпустили в гори.

### «Ластівки»
У старому Ташкенті багато ластівок. Для малюків одного з дитячих садків — вони улюблені та звичні сусіди. Але люди переїжджають до багатоповерхових будинків нових житлових масивів. У старих будинках тужливо гавкають забуті пси, сумно щебечуть ластівки, а дітям сняться дивовижні сни про ластівок, які оселяться на балконах нових будинків.

## У ролях
- Іскандер Ахмар — Іскандер
- Зухрітдін Режаметов — Шакір
- Бахадир Карієв — Акбар
- Пакіза Ісламова — Ґуля
- Аббас Бакіров — дід Фаттах
- Н. Гулямова — Максуда-апа
- Нурмухан Жантурін — Айдар-ака, шофер
- Бакен Кидикеєва — Санем
- Яхйо Файзуллаєв — Саттар
- Джамал Хашимов — епізод
- Гульча Ташбаєва — епізод
- Камбар Валієв — епізод
- Халіда Ходжаєва — епізод
- Туган Режаметов — епізод
- Х. Ахмеров — епізод
- Бахар Ходжаєва — епізод
- Сабір Вахідов — епізод
- С. Єфремов — епізод
- М. Кочанов — епізод
- Сайд Алієва — епізод
- А. Нурітдінов — епізод
- В. Цсенаташвілі — епізод
- Тургун Західов — епізод
- С. Анаркулов — епізод
- Аїда Юнусова — епізод
- Фаріда Ходжаєва — епізод
- Мамура Ергашева — епізод

## Знімальна група
- Режисер — Хаджи Ахмар
- Сценаристи — Хаджи Ахмар, М. Карієв
- Оператори — Олександр Панн, Михайло Підгурський
- Композитор — Богдан Троцюк
- Художник — Вадим Добрін